# Белый билет
Белый биле́т — учётно-воинский документ (билет), выдававшийся лишенцам: они состояли на особом воинском учёте с призывом не в боевые части РККА, а в тыловое ополчение. В отличие от обычных военных билетов красного цвета, эти билеты были белыми.

## Идиома
«Белый билет» — в дальнейшем стало разговорным обозначением (идиома) военного билета для тех, кто не годен к военной службе по состоянию здоровья и/или в силу иных причин не служил в армии, либо иного документа, дающего право на освобождение от военной службы. Сам военный билет при этом — обычный, красного цвета.
При всех категориях годности к военной службе, кроме «Д», гражданин обязан соблюдать правила воинского учёта. Категория «Д» освобождает от воинской обязанности и призыва в частности.

### Выдача
Чтобы получить «белый билет» по состоянию здоровья, данные медицинского обследования (призывной комиссии) должны быть утверждены военно-врачебной комиссией субъекта Российской Федерации.
Частые заболевания для получения «белого билета»:
- близорукость,
- плоскостопие,
- сколиоз,
- ожирение,
- сахарный диабет,
- бронхиальная астма,
- гипертоническая болезнь,
- язва желудка,
- пищевая аллергия.

### Категории годности

#### Россия

##### Освобождение от призыва на военную службу
- «В» (ограниченно годен — в мирное время не призывается, состоит на воинском учете[1]) — наличие определенных заболеваний, обнаруженных военно-врачебной комиссией и подтверждённых при дальнейшем обследовании — освобождает от призыва в армию, но не освобождает от исполнения воинской обязанности полностью[3];
- «Д» (не годен — освобождение от призыва и воинской обязанности навсегда[1]) — тяжёлый туберкулёз в открытой форме, ВИЧ (если сопровождается развитием паразитарных/инфекционных заболеваний и др.), третичный сифилис, злокачественные опухоли, тяжёлый сахарный диабет, перенесённая лучевая болезнь, шизофрения, биполярное расстройство, тяжёлые психопатии, умственная отсталость (начиная с выраженной дебильности), эпилепсия с частыми припадками, близорукость более 12 диоптрий, дальнозоркость более 12 диоптрий, слепота на оба глаза или отсутствие глаз, глухота на оба уха, глухонемота, повреждения аорты, тяжёлые формы бронхиальной астмы, язва желудка или ДПК с осложнениями, отсутствие конечностей, отсутствие почек и почечная недостаточность, ожирение 4-й степени и многие другие тяжёлые формы заболеваний[4].

##### Временное освобождение от призыва на военную службу по здоровью (отсрочка)
- «Г» (временно не годен — отсрочка от призыва на 6—12 месяцев[1]) — состояния после острых обострений хронических заболеваний, травм, хирургического лечения при наличии временных функциональных расстройств; впервые выявленная недостаточность питания или недостаточное физическое развитие — эта категория сама по себе чаще всего не освобождает от военной службы, но, если будет установлена достаточное количество раз подряд, иногда впоследствии может привести к получению освобождения — категории «В» или «Д»[5];